# Djura (commune de Leksand)
Pour les articles homonymes, voir Djura (homonymie).
Djura est une localité de Suède dans la commune de Leksand située dans le comté de Dalécarlie.
Sa population était de 382 habitants en 2019.